# Edipo y la esfinge (Moreau)
Edipo y la esfinge es un cuadro del pintor Gustave Moreau, realizado en 1864, que se encuentra en el Museo Metropolitano de Arte de Nueva York. Con esta obra, Moreau recibió el reconocimiento de la crítica del salón de París.

## El tema
Edipo era descendiente del rey tebano Layo, quien lo abandonó al nacer porque un oráculo pronosticó que fallecería a manos de su hijo. Criado por el rey de Corinto a quien fue entregado por un pastor que lo encontró en el monte Citerón, al crecer quiso saber quién era en realidad, por lo que decidió visitar el oráculo el cual le dijo que estaba condenado por el destino a desposar a su madre y matar a su padre. Edipo no regresó a Corinto para no cumplir con su destino y se encaminó a Tebas. En el entorno de la ciudad de las siete puertas, la esfinge, monstruo que retaba a todo viajero que pasaba a descifrar un enigma bajo pena de muerte al no acertar, se enfrentó a Edipo.
El héroe tebano descifraría el famoso acertijo, (¿Cuál es el ser que con una sola voz tiene cuatro patas por la mañana, dos patas a mediodía y tres patas al atardecer? Edipo acertó al contestar que el hombre es cuadrúpedo al nacer, bípedo en su madurez y anda con tres patas al usar bastón en su vejez) que motivaría al monstruo al suicidio. Es un episodio frecuentemente representado en el arte, por ejemplo, en un cuadro de Jean Auguste Dominique Ingres,  Edipo y la esfinge del Louvre.

## Descripción de la obra
En una descripción muy colorista y de temática algo onírica, propias del simbolismo, Moreau representa al héroe tebano con sus atributos iconográficos (el manto esmeralda y el bastón en su mano derecha) y a la esfinge encaramándose encima de él. La esfinge es un monstruo con cuerpo de león con alas y busto y cara de mujer. Una belleza engañosa, como demuestra los restos humanos al pie de la columna donde espera la esfinge el paso de sus víctimas. 
Moreau dedicó otros cuadros al tema, como La esfinge derrotada, 1878, en el Louvre o La esfinge victoriosa (1886).

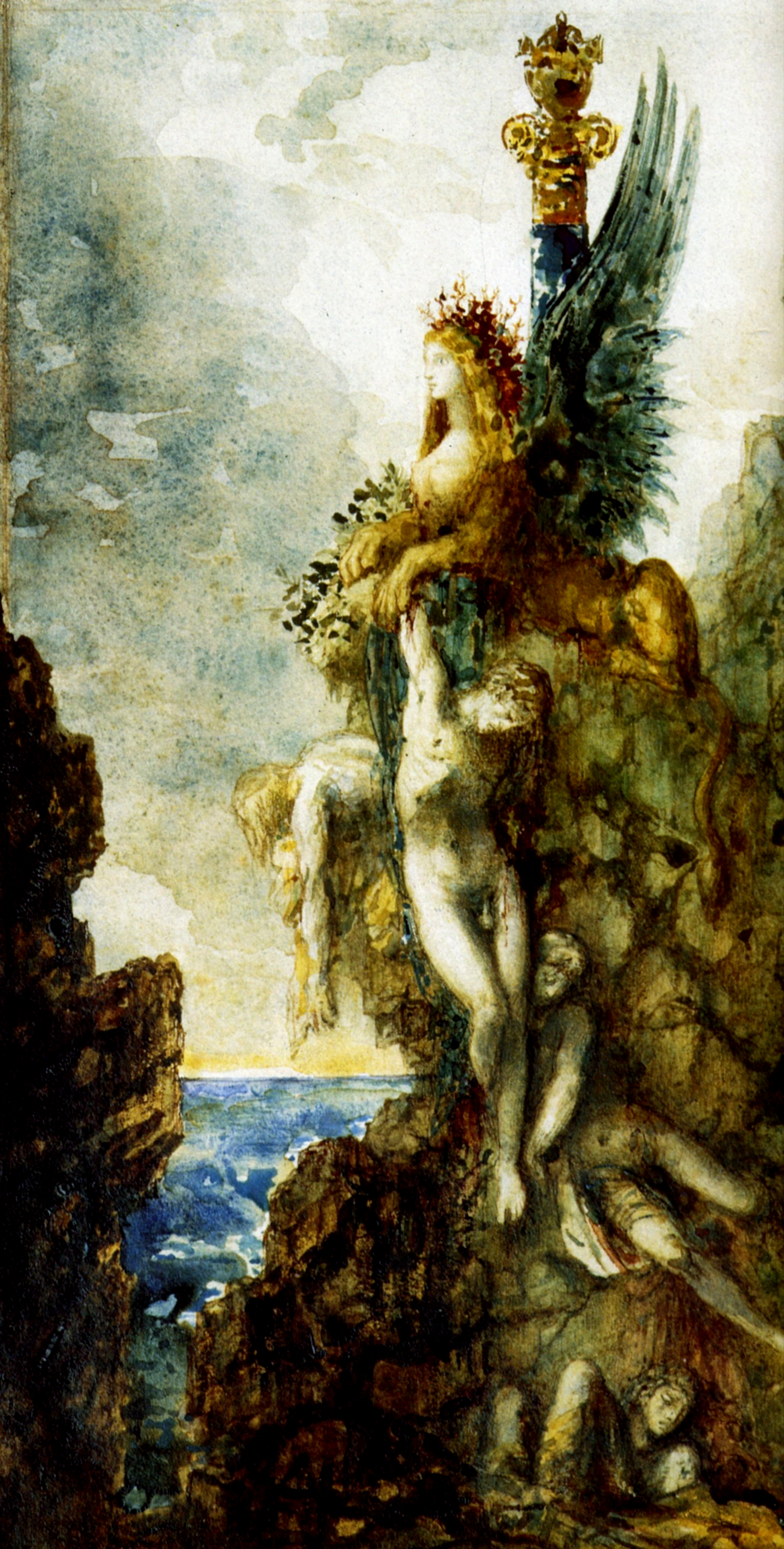
La esfinge victoriosa, 1886